# Ducado de Dato
El ducado de Dato es un título nobiliario español que lleva aparejada Grandeza de España. Fue concedido por el rey Alfonso XIII el 25 de marzo de 1921 a María del Carmen Barrenechea y Montegui, viuda del presidente de Gobierno español Eduardo Dato, que había sido asesinado unas semanas antes en un atentado terrorista cometido por un grupo de anarquistas.
El título se transmitió de la viuda del presidente a sus hijas y posteriormente a los descendientes de una de ellas.

## Lista de titulares
|                           | Titular                                               | Periodo                   |
| Creación por Alfonso XIII | Creación por Alfonso XIII                             | Creación por Alfonso XIII |
| ------------------------- | ----------------------------------------------------- | ------------------------- |
| i                         | María del Carmen Barrenechea y Montegui               | 1921-1925                 |
| ii                        | María Isabel Dato y Barrenechea                       | 1925-1937                 |
| iii                       | María del Carmen Dato y Barrenechea                   | 1937-1949                 |
| iv                        | Eduardo Espinosa de los Monteros y Dato               | 1949-1965                 |
| v                         | Eduardo Espinosa de los Monteros y Español            | 1965-2013                 |
| vi                        | María del Pilar Espinosa de los Monteros y Sanz-Tovar | 2014-actual titular       |

## Historia de los Duques de Dato
- María del Carmen Barrenechea y Montegui (1860-1925), i duquesa de Dato.

1. Contrajo matrimonio con Eduardo Dato. Le sucede su hija primogénita:

- María Isabel Dato y Barrenechea (m. en 1937), ii duquesa de Dato. Al no tener hijos, el ducado recayó en su hermana:

- María del Carmen Dato y Barrenechea (1885-1954), iii duquesa de Dato.

1. Casó con Eugenio Espinosa de los Monteros y Bermejillo. Le sucede su hijo:

- Eduardo Espinosa de los Monteros y Dato (m. en 1965), iv duque de Dato.

1. Casó con María Dolores Español y Vélez-Ladrón de Guevara. Le sucede en el ducado, el hijo de ambos:

- Eduardo Espinosa de los Monteros y Español (1931-2013), v duque de Dato.

1. Casó con Ana María Sanz-Tovar y Martínez Ruano. Le sucede en el ducado su hija con arreglo a ley 2006 de modificación del orden de sucesión:

- María del Pilar Espinosa de los Monteros y Sanz-Tovar, vi duquesa de Dato.

- Datos: Q2817290